# Есипенко, Владислав Леонидович
Владислав Леонидович Есипенко (укр. Владислав Леонідович Єсипенко; род. 13 марта 1969, Кривой Рог, Днепропетровская область) — украинский гражданский журналист-фрилансер. С 2014 года сотрудничал с изданием «Крым. Реалии». В 2021 году был задержан российскими правоохранительными органами в Крыму и в 2022 году был приговорён к шести годам заключения. Дело Есипенко признаётся рядом международных организаций политически мотивированным.

## Биография
Родился 13 марта 1969 года в городе Кривой Рог Днепропетровской области. Дед Афанасий Фурса воспитал пятерых детей. В 1938 году он был репрессирован и расстрелян по приговору Тройки НКВД в Чернигове. Мать работала медиком. Родная сестра Владислава — журналистка газеты «Факты» Лариса Крупина. Владислав неоднократно возил сестру на интервью на собственной машине.
Вырос в 173-м квартале Кривого Рога. В детстве ходил в спортивную секцию и кинокружок. Окончил музыкальную школу по классу баяна. С 1987 по 1989 год Есипенко прошёл срочную службу в рядах советской армии в ГДР. Являлся кандидатом в мастера спорта по вольной борьбе. Работал в сфере недвижимости.
В 2011 году познакомился с будущей супругой Екатериной в одном из спортивных клубов Кривого Рога. Предложение руки и сердца сделал в Ялте, а в начале 2013 года после свадьбы молодожёны переехали в Севастополь.
Есипенко отрицательно отнёсся к аннексии Крыма Россией в 2014 году. В ходе установления российского контроля над полуостровом в качестве блогера снимал происходящее, а также давал интервью различным телеканалам. В результате «принудительной паспортизации» Есипенко получил российский паспорт. Тогда же начал сотрудничество с интернет-изданием «Крым. Реалии» (проект Радио «Свобода»). Снимал синхроны на социальные темы и опросы общественного мнения на улицах Крыма. В 2015 году после рождения дочери Стефании семья вернулись в Кривой Рог. В 2016 году Есипенко начал работать для «Крым. Реалий» на полуострове, приезжая туда на разные сроки и параллельно занимаясь собственным делами, связанными с недвижимостью.

### Судебное преследование
10 марта 2021 года Есипенко был задержан ФСБ по подозрению в работе на спецслужбы Украины и хранение взрывного устройства. За день до этого Есипенко снимал акцию возложения цветов в день рождения поэта Тараса Шевченко у его памятника в Симферополе. Журналиста вначале обвинили в нарушении статьи Уголовного кодекса РФ «Незаконное приобретение, передача, сбыт, хранение, перевозка, пересылка или ношение взрывчатых веществ или взрывных устройств» (ч. 1 ст. 222.1 УК РФ), а затем и в «Незаконном изготовлении взрывчатых веществ, а равно незаконном изготовлении, переделке или ремонте взрывных устройств» (ч. 1 ст. 223.1 УК РФ).
По версии обвинения, Есипенко 26 февраля 2021 года взял из тайника у села Победа Первомайского района взрывное устройство, которое оставили сотрудники Службы внешней разведки Украины. Взятое из тайника устройство журналист доставил в Симферополь, где собрал взрывчатку из корпуса ручной осколочной гранаты РГД-5 и запала для гранаты УЗРГМ с самодельными доработками. При этом на взрывном устройстве не оказалось отпечатков Есипенко.
Через неделю после задержания Есипенко в кабинете следователя ФСБ дал интервью сотрудникам телеканала «Крым 24», в котором подтвердил работу на украинские спецслужбы и хранение самодельного взрывного устройства. После того, как к нему допустили независимых адвокатов журналист заявил о даче показаний под пытками, включая удары электрическим током, а также под угрозами убийства. Мониторинговая миссия ООН по правам человека в Украине сообщила, что получила информацию о пытках Есипенко, применении к нему методов сексуального насилия и отказе доступа к потерпевшему независимых адвокатов в течение месяца после задержания. Защитниками Есипенко на судебном процессе являлись адвокаты Эмиль Курбединов, Тарас Омельченко и Алексей Ладин, общественным защитником Есипенко выступил архиерей ПЦУ Климент.
16 февраля 2022 года Симферопольский районный суд приговорил журналиста к шести годам колонии общего режима и штрафу в размере 110 тысяч рублей. Приговор Есипенко был раскритикован рядом государств и международных организаций, которые призвали его отменить и освободить Есипенко. Среди них — Украина, США, Комиссар Совета Европы по правам человека, международные организации Amnesty International, Комитет защиты журналистов и Репортёры без границ, а также ряд украинских правозащитных организаций и российская правозащитная организация «Мемориал». Дело Есипенко было упомянуто в резолюции Генеральной Ассамблеи ООН о «Положении в области прав человека во временно оккупированных Автономной Республике Крым и городе Севастополе» в 2021 году. Находящийся в заключении журналист также был удостоен президентом Украины Владимиром Зеленским государственной стипендии имени Левко Лукьяненко.
В августе 2022 года суд апелляционной инстанции в города Симферополе сократил срок заключения с шести до пяти лет.
20 июня 2025 года был освобождён из тюрьмы в Крыму и прибыл в Прагу, где воссоединился с семьёй.

## Награды и звания
- Barbey Freedom to Write Award от организации PEN America (2022)[27]
- Свободная пресса Восточной Европы (2022)[28]